# Diacamma holosericeum
Diacamma holosericeum é uma espécie de formiga do gênero Diacamma, pertencente à subfamília Ponerinae.